# Arctous alpina
Arctous alpina — вид чагарникових рослин родини вересові (Ericaceae), поширений на півночі Північної Америки та Азії, на півночі й у горах Європи.

## Опис
Кущ 3–30 см заввишки; гілочки зі стійким старим листям або черешками. Листя: черешок крилатий, 1–4 мм, війкові на полях або волохаті; листові пластини від зворотнояйцеподібних до ланцетних зі звуженою основою, 4–15 × 0.7–8(20) мм, вершини гострі, тупі або округлі, поверхні зморшкуваті, голі або волохаті.
Суцвіття 2–4(7)-квіткові; приквітки яйцеподібні, мембранні. Квітоніжка 0.1–0.6 мм. Квіти: чашолистки блідо-зеленого або жовтого кольору, 0.8–1.2 мм, гострі вершини; віночок жовтий, білуватий або зелений (блідо-жовтувато-зелений), 3.5–4.5 мм, частки округлені, 0.5 мм, голі; тичинки 1–2 мм; пиляки червонуваті, стають жовтими, 0.6–0.7 мм. Плоди (ягода (поверхово за зовнішнім виглядом), або кістянка (технічно)) чорно-фіолетові, сферичні 6–9 мм діаметром, м'ясисті, гладкі; майже сидячі або суб-сидячі, ніжка 0.1–0.6 мм. 2n=26(2x).

## Поширення
Циркумполярний або циркумбореальний. Північна Америка: Ґренландія, Канада, пн. США; Європа: Албанія, Австрія, Ліхтенштейн, Велика Британія, Хорватія, Фінляндія, Франція, Німеччина, Швейцарія, Іспанія, Італія, колишня Югославія, Норвегія, Російська Федерація, Словенія, Швеція, Україна; Азія: Сибір, Далекий Схід.
Населяє тундру, гравійні пляжні хребти, лишайникові пустища, відкриті болотисті хвойні ліси, сухі впадини в арктичних і альпійських тундрах.
Зростає у Західних, Східних і Південних Карпатах.

## Галерея

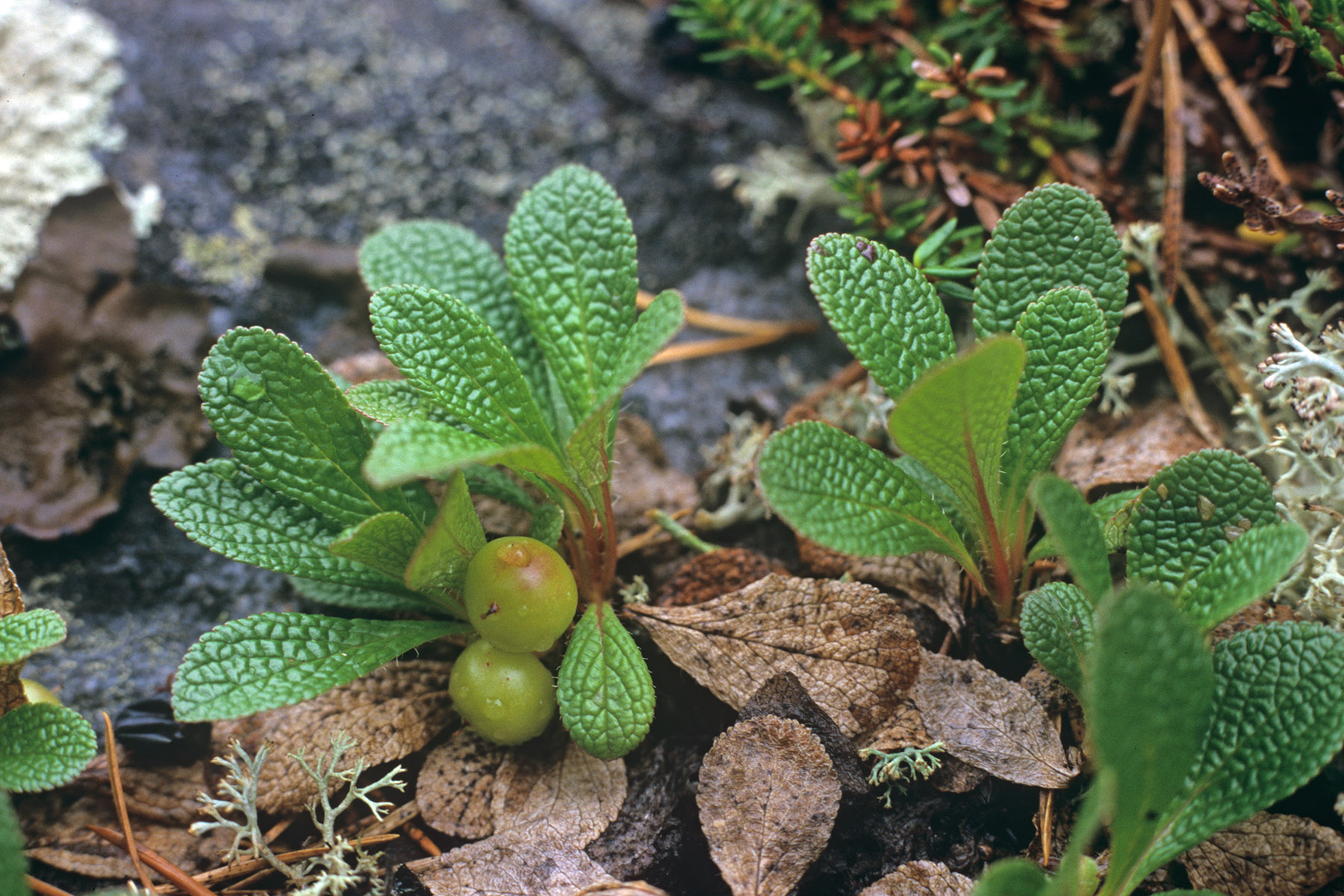
рослини
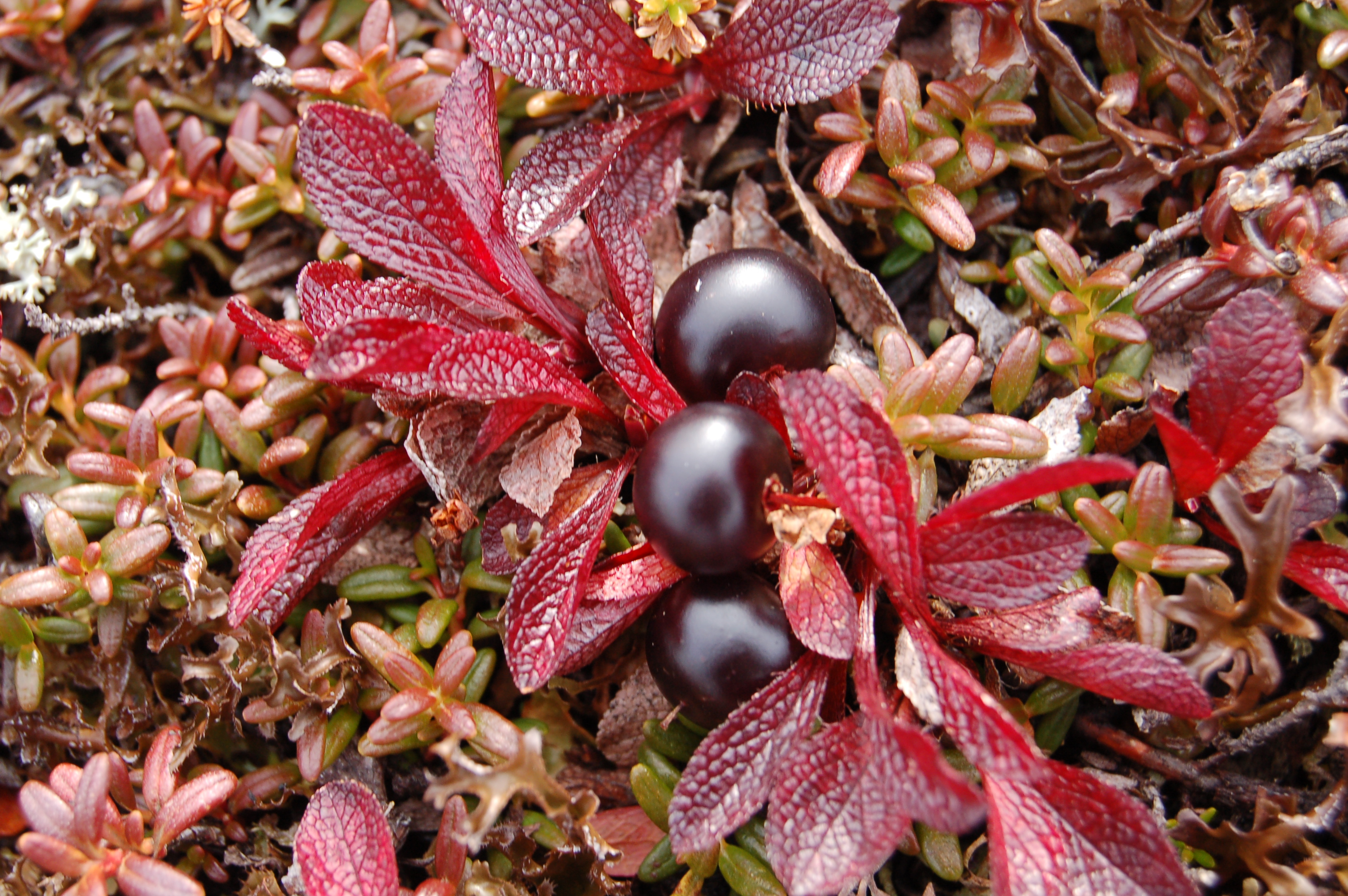
рослини восени
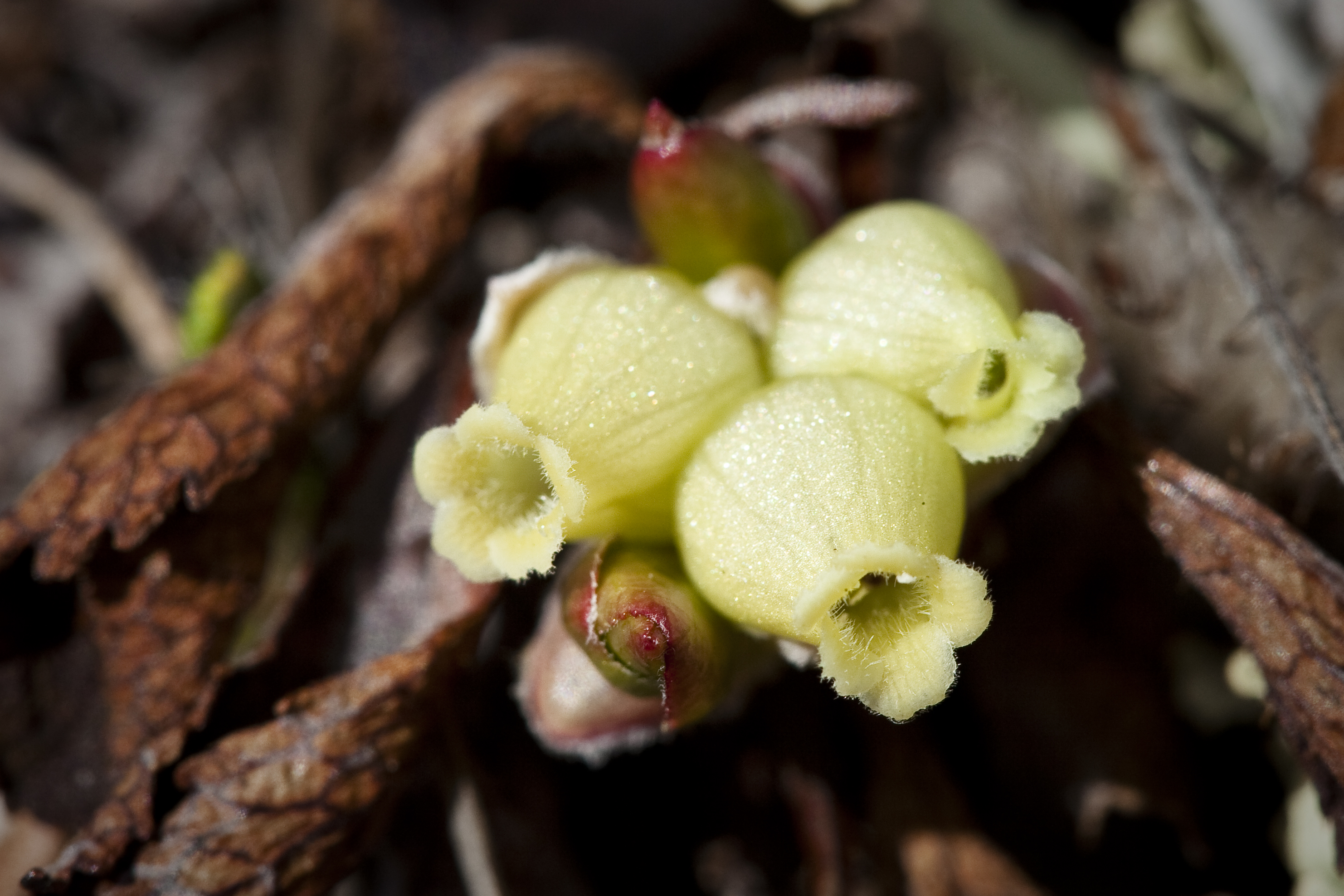
квіти
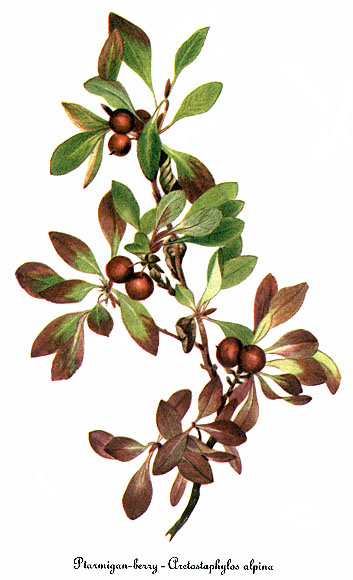
ілюстрація